# 褐胸斑翅霸鹟属
褐胸斑翅霸鹟属（学名：Aphanotriccus）是霸鹟科的一属。

## 下属物种
本属包括以下物种：
- 黑嘴斑翅霸鹟 Aphanotriccus audax (Nelson, 1912)，近危
- Aphanotriccus capitalis (Salvin, 1865)